# Спаська (Чернівецький район)
Спа́ська — село в Україні, у Кам'янській сільській громаді Чернівецького району Чернівецької області.

## Географія
Неподалік від села розташована ботанічна пам'ятка природи «Ділянка лучної флори».

## Історія
З 24 серпня 1991 року село Спаська входить до складу незалежної України.